# Crestwood Village
Crestwood Village és una concentració de població designada pel cens dels Estats Units a l'estat de Nova Jersey. Segons el cens del 2000 tenia 8.392 habitants.

## Demografia
Segons el cens del 2000, Crestwood Village tenia 8.392 habitants, 5.694 habitatges, i 2.277 famílies. La densitat de població era de 738,1 habitants/km².
Dels 5.694 habitatges en un 0,2% hi vivien nens de menys de 18 anys, en un 35,5% hi vivien parelles casades, en un 3,5% dones solteres, i en un 60% no eren unitats familiars. En el 58,1% dels habitatges hi vivien persones soles el 53% de les quals corresponia a persones de 65 anys o més que vivien soles. El nombre mitjà de persones vivint en cada habitatge era d'1,45 i el nombre mitjà de persones que vivien en cada família era de 2,08.
Per edats la població es repartia de la següent manera: un 0,4% tenia menys de 18 anys, un 0,3% entre 18 i 24, un 2,1% entre 25 i 44, un 13,3% de 45 a 60 i un 84% 65 anys o més.
L'edat mediana era de 76 anys. Per cada 100 dones de 18 o més anys hi havia 57,2 homes.
La renda mediana per habitatge era de 22.615 $ i la renda mediana per família de 30.617 $. Els homes tenien una renda mediana de 33.875 $ mentre que les dones 26.359 $. La renda per capita de la població era de 23.841 $. Aproximadament el 2,2% de les famílies i el 7,1% de la població estaven per davall del llindar de pobresa.

## Poblacions més properes
El següent diagrama mostra les poblacions més properes.